# Željko Matić
Željko Matić (Podravska Slatina, 6. rujna 1931. – Zagreb, 9. kolovoza 2007.) bio je hrvatski pravnik, profesor i diplomat, specijaliziran za međunarodno privatno pravo.
Doktorirao je 1963. godine na Pravnom fakultetu Sveučilišta u Zagrebu, a stručno se usavršavao na Haškoj akademiji za međunarodno pravo (1959. – 1960.) i Sveučilištu Yale (1963. – 1964.). Tijekom gotovo četiri desetljeća akademske karijere (1959. – 1996.) predavao je međunarodno privatno pravo na Pravnom fakultetu u Zagrebu, gdje je obnašao i dužnost dekana od 1979. do 1981.
Bio je urednik časopisa Prinosi za poredbeno proučavanje prava i međunarodno pravo (1989.), član i predsjednik Hrvatskog društva za međunarodno pravo (1982. – 1986.), član Izvršnog odbora International Law Associationa (1983. – 1986.), te supredsjednik Haško-zagrebačko-gentskog kolokvija od 1976. godine. Također je djelovao kao arbitar pri Chambre Internationale de Commerce u Parizu (od 1987.) i potpredsjednik Asser College Europea u Haagu (od 1989.).
Od 1992. do 1997. bio je savjetnik Predsjednika Republike Hrvatske za međunarodne odnose, a potom je od 1997. do 1999. obnašao dužnost hrvatskog veleposlanika u Belgiji i Luksemburgu.
Među njegovim najvažnijim djelima ističu se Obvezno pravo, I (koautor, 1979.) i Međunarodno privatno pravo: posebni dio (1982.).